# عبد العزيز الجاهلي
عبد العزيز الجاهلي  ،(22 ديسمبر 1873 -1975) هو ممثل مصري.

## حياته ونشأته
من مواليد 22 ديسمبر 1873، وهو ابن الموسيقار عازف الكمان «حسن الجاهلي» (أول عازف آلة كمان مصري)، ووالد الملحن الكبير الموسيقار «عزت الجاهلي» (1901 – 1987). بدأ عبد العزيز الجاهلي نشاطه الفني حين قام بإنشاء أول فرقة مسرحية عام 1904، بينما كانت بدايته في السينما من خلال المشاركة بفيلم «سي عمر» بطولة نجيب الريحاني عام 1941، ورصيده من الأعمال السينمائية أربعة أفلام فقط:
فيلم «سي عمر» للمخرج نيازي مصطفى عام 1941 (قام بدور عبد الله)
فيلم «ألف ليلة وليلة» للمخرج توجو مزراحي عام 1941 (قام بدور الأمير).
فيلم «ليلى» للمخرج توجو مزراحي عام 1942.
فيلم «الخمسة جنيه» للمخرج حسن حلمي عام 1946 (قام بدور موظف يحتاج خمسة جنيهات)

## وصلات خارجية
- عبد العزيز الجاهلي على موقع IMDb (الإنجليزية)
- عبد العزيز الجاهلي على موقع الدهليز
- عبد العزيز الجاهلي على موقع قاعدة بيانات الأفلام العربية
- عبد العزيز الجاهلي على موقع الدهليز
- عبد العزيز الجاهلي على موقع كاروهات